# ميخائيل جوزيف أوينز
ميخائيل جوزيف أوينز (بالإنجليزية: Michael Joseph Owens)‏ هو مهندس ومخترِع أمريكي، ولد في 1859 في مقاطعة ماسون في الولايات المتحدة، وتوفي في 27 ديسمبر 1923 في توليدو في الولايات المتحدة.